# Le Moulin de Mougins
 (février 2022).
Si vous disposez d'ouvrages ou d'articles de référence ou si vous connaissez des sites web de qualité traitant du thème abordé ici, merci de compléter l'article en donnant les références utiles à sa vérifiabilité et en les liant à la section « Notes et références ».
Le Moulin de Mougins est un restaurant situé à Mougins.

## Historique
Roger Vergé a cuisiné dans ce restaurant de 1969 à 2003, et Alain Ducasse y a débuté comme commis.
Le restaurant gagne une première étoile au Guide Michelin l'année suivant son ouverture, en 1970. La deuxième est décrochée en 1972 et la troisième en 1974.
En 2003, Roger Vergé se retire des fourneaux et vend l'établissement à Alain Llorca,, jeune chef qui officiait alors au Negresco à Nice. En 2009, Alain Llorca est remplacé par Sébastien Chambru, meilleur ouvrier de France 2007,.
En mai 2019, l'établissement est repris par les frères Gérald et Antony Martinez et change de nom en Noobaa et de formule.